# Viabilidad técnica
Condición que hace posible el funcionamiento del sistema, proyecto o idea al que se refiere, atendiendo a sus características tecnológicas y a las leyes de la naturaleza involucradas.
Es la condición que hace posible el funcionamiento de nuestras ideas o proyectos, atendiendo a sus características tecnológicas y toda su relación con el exterior en la complementación del producto, se evalúa ante un determinado requerimiento o di para determinar si es posible llevarlo a cabo en condiciones de seguridad con la tecnología disponible, verificando factores diversos como resistencia estructural, durabilidad u operacional, implicaciones energéticas, según el campo del que se trate.
- Datos: Q592095